# Мирная Долина (Луганская область)
Мирная Долина (укр. Мирна Долина) — посёлок, относится к Попаснянскому району Луганской области Украины.

## История
Посёлок городского типа с 1964 года.
В январе 1989 года численность населения составляла 868 человек.
На 1 января 2013 года численность населения составляла 341 человек.
В ходе полномасштабной российской агрессии против Украины посёлок был оккупирован 21 июня 2022 года.

## Местный совет
93321, Луганська обл., Попаснянський р-н, смт. Мирна Долина, вул. Освіти, буд. 1  (укр.)